# Producto directo
En teoría de grupos, el producto directo de dos grupos (G,*) y (H,·), denotado por G × H, es una forma natural de darle una estructura de grupo al producto cartesiano de los dos conjuntos. En el caso de grupos abelianos con notación aditiva, también se le llama suma directa, y se denota por {\displaystyle G\oplus H}.

## Definición
El producto directo de (G,*) y (H,·) se define como sigue:
- Como conjunto de elementos del nuevo grupo, tómese el producto cartesiano de los conjuntos G y H; es decir, {(g, h)| g ∈ G, h ∈ H}.
- Como operación entre estos elementos, defínase:
{\displaystyle (g,h)\times (g',h')=(g*g',h\cdot h').}

donde la primera componente es el producto en G y la segunda es el producto en H.
Esta construcción produce un nuevo grupo, con un subgrupo normal isomorfo a G, conformado por los elementos de la forma (g,1H), y otro isomorfo a H, formado por los elementos (1G,h).
El argumento inverso también vale, como demuestra el siguiente teorema: si un grupo K contiene dos subgrupos normales G y H, tales que K = GH, y G ∩ H = {1}, entonces K es isomorfo a G × H. Al debilitar estas condiciones se obtiene el producto semidirecto.

## Propiedades
Con el producto directo, se obtienen automáticamente algunos homomorfismos naturales, a saber: las funciones de proyección
{\displaystyle \pi _{1}\colon G\times H\to G\quad \mathrm {tomando} \quad \pi _{1}(g,h):=g},
{\displaystyle \pi _{2}\colon G\times H\to H\quad \mathrm {tomando} \quad \pi _{2}(g,h):=h}
llamadas a veces funciones coordenadas.
Todo homomorfismo f sobre un producto directo queda determinado totalmente por sus funciones componentes
{\displaystyle f_{i}=\pi _{i}\circ f}.
El producto directo es conmutativo en el sentido de que los productos G × H es isomorfo a H × G. También es asociativo en un sentido similar:
{\displaystyle (H\times G)\times K\simeq H\times (G\times K).}
Para cualquier grupo (G,·), y cualquier entero n ≥ 0, la aplicación repetida del producto directo da el grupo de n-tuplas Gn (y el grupo trivial para n = 0).

## Ejemplos
A modo de ejemplo, sean G y H dos copias del grupo cíclico de orden dos, C2: G = {1,g}, H = {1,h}. Entonces G × H = {(1,1), (1,h), (g,1), (g,h)}, con la operación elemento por elemento (por ejemplo, (1,h)·(g,1) = (1·g, h·1) = (g,h), y (1,h)·(1,h) = (1,h2) = (1,1)).
Si se toma G = R, el grupo de los reales con la suma, el grupo Gn no es otro que Rn, el espacio euclídeo de n dimensiones bajo la suma vectorial.